# Registrske tablice Avstrije
Registrske tablice Avstrije so obvezne registrske tablice, ki prikazujejo registracijsko oznako (nemško Kennzeichen) motornih vozil v Avstriji. Uporabljajo se za potrditev dovoljenosti vožnje, dokaz veljavnega zavarovanja in identifikacijo vozila.

## Izgled
Tablice so narejene iz kovine, natisnjeno besedilo pa je iz črnih črk in števk na beli podlagi. Od 1. novembra 2002 oblika vključuje moder trak na levi z zvezdami EU in državno oznako ('A') kot tudi ostale registrske tablice Evropske unije. Na vrhu in na dnu je rdeče-belo-rdeč tropas, kar so narodne avstrijske barve. Na vsakem avtu morata biti vde tablici (spredaj in zadaj). Prodajne tablice imajo bele črke na zelenem ozadju, začasne tablice imajo bele črke na cian ozadju, tuji priklopniki pa imajo bele črke na rdečem ozadju. Za motorje in avtomobile z manjšimi površinami, so dostopne tudi manjše tablice z dvema vrsticama besedila. Tablice za mopede so drugačne oblike in izgleda, saj imajo bele črke na rdečem ozadju.

## Sistem črk
Črkovnoštevilski format registrskih tablic je "XX ∇=emblem province številke+črke" ali "XX ∇=emblem province osebne črke+število";
- XX - ena ali dve črki, ki nakazujeta lokalno registracijsko pisarno (okraj, kjer lastnik biva). Splošno pravilo je, da imajo glavna mesta zveznih dežel eno črko, ostali okraji pa dve.
- Emblem zvezne dežele, ki ji okraj pripada (tu označen z "∇"); diplomatska vozila imajo pomišljaj (–), vozila vlade pa avstrijskega zveznega orla.
- Tri- do šestčrkovno/številsko zaporedje, ki unikatno ločuje vsako izmed vozil, ki imajo enako začetno oznako. Q se v zaporedjih ne uporablja.

Obstaja več črkovalnih shem:
- Zaporedje črka/števka mora vsebovati najmanj tri znake (najmanj eno števko in eno črko). Na podeželjskih okrajih, je maksimalno število pet znakov. Normalne tablice se začnejo s števko in končajo s črko. Osebne tablice, ki se lahko dobijo z dodatno ceno, pa imajo obratno zaporedje. (spodaj glej izjeme)
- Zaporedje črk in števk glavnih mest zveznih dežel vsebuje največ šest znakov (najmanj ena števka in ena črka z najmanj štirimi znaki) (recimo W ∇ 12345 A).
- Do leta 2000 so tablice delile administracije okrajev, ki so uporabljale različne črkovalne sheme, recimo ena števka in tri črke (recimo FK ∇ 1 ABC v okraju Feldkirch), dve števki in dve črki (recimo WL ∇ 12 AB v okraju Wels-Land) ali tri števke in ena črka.
- Od leta 2000 vodijo registracijo vozil zavarovalnice pod vodstvom vlade. Pisarne teh podjetij dajejo v vsakem okraju tablice s tremi števkami in dvema črkama (recimo XX ∇ 123 AB) ali štiri števke in dve črki v glavnih mestih zveznih dežel.

- Vojska, diplomati, policija, itd. imajo številke le do pet števk (z začetkom na 1)
- Za posebne vrste avtomobilov so standardizirane okrajšave, toda večina se jih uporablja le na Dunaju:
  - BB Bundesbahnen (vladne železnice), le z indeksom "W", recimo W ∇ 1234 BB
  - BE Bestattung (pogrebne storitve)
  - EW E-Werk (električno podjetje)
  - FF Freiwillige Feuerwehr (prostovoljni gasilci)
  - FW Feuerwehr (gasilci)
  - GW Gaswerk  (plinsko podjetje)
  - GT Gütertransport (vozila za prevoz živil)
  - KT Kleintransport (privatna vozila za prevoz paketov)
  - LO Linienomnibus (javni avtobusi)
  - LR Landesregierung (lokalna vlada Spodnje Avstrije)
  - LV Landesregierung (lokalna vlada Tirolske)
  - MA Magistrat Wien (lokalna vlada Dunaja)
  - MW Mietwagen (privatni avtomobili za najem ali avtobusne storitve [z voznikom])
  - RD Rettungsdienst (bolnišnična vozila)
  - RK Rotes Kreuz (Rdeči križ)
  - TX Taxi (taksiji)

## Tablice po naročilu
V Avstriji je možno dobiti tablico po svoji volji s plačilom 228,30 evrov za registracijo in 21,00 evrov za samo tablico. Črkovnoštevilski format je XX ∇ ABC 1, kar jih enostavno loči od standardnih tablic (recimo I ∇ TOMMY 1)

## Električne tablice
Leta 2017 so se v Avstriji uvedle električne tablice. Te posebne tablice se dodelijo le električnim vozilom in so poskus preprečitve parkiranja na prostorih za električna vozila v mestih Dunaj, Innsbruck, Celovec, Wels, Linz, Gradec, Mödling, Zell am See, Klosterneuburg in Krems.

## Ostale tablice

### Tablice za izvoz
Tablice za izvoz so tablice, ki gredo v izvoz, ali ki morajo iti na svojo izvozno destinacijo, a ne smejo uporabljati normalne tablice, ker so se deregistrirali v tujini. Za motorna vozila je cena izvozne tablice 385,00 € brez davka, za priklopnike pa je 295,00 €. Tablice za izvoz so veljavne za 21 dni.

## Predpone
| Oznaka | Mesto, okraj in uradna vozila                                | Opombe                                                                       |
| ------ | ------------------------------------------------------------ | ---------------------------------------------------------------------------- |
| A      | Vladna vozila                                                | Tablica zveznega predsednika                                                 |
| AM     | Amstetten                                                    |                                                                              |
| B      | Uradna za Bregenz, Gradiščanska                              |                                                                              |
| BA     | Podokraj Bad Aussee                                          | Odstranjena 1. julija 2013, zamenjana z LI.                                  |
| BB     | Bundesbahnen (Federal Railways)                              | Zastarela, ÖBB vozila sedaj uporabljajo tablice W ∇ XXX BB                   |
| BD     | Kraftfahrlinien Bundesbus (avtobusni servis)                 | Od leta 2008 le za vodje Postbusa, do leta 1997 pa tudi za vodje ÖBB         |
| BG     | Bundesgendarmerie (Federal gendarmerie)                      | Zastarela od julija 2005, ko sta se Žandarmerija in policija združili        |
| BH     | Bundesheer (zvezna vojska)                                   |                                                                              |
| BL     | Bruck an der Leitha                                          |                                                                              |
| BM     | Bruck-Mürzzuschlag                                           | Od leta 2013, Bruck an der Mur do 2012.                                      |
| BN     | Baden                                                        |                                                                              |
| BP     | Bundespolizei (zvezna policija)                              | Od julija 2005 za vse novoregistrirane policijske avte                       |
| BR     | Braunau am Inn                                               |                                                                              |
| BZ     | Bludenz                                                      |                                                                              |
| DL     | Lonč (Deutschlandsberg)                                      |                                                                              |
| DO     | Dornbirn                                                     |                                                                              |
| E      | Železno                                                      | Tudi za mesto Rust, Burgenland.                                              |
| EF     | Eferding                                                     |                                                                              |
| EU     | Eisenstadt-Umgebung                                          | Območje okoli Eisenstadta                                                    |
| FB     | Feldbach                                                     | Zastarela 1. julija 2013, zamenjana s SO.                                    |
| FE     | Feldkirchen                                                  |                                                                              |
| FF     | Fürstenfeld                                                  | Zastarela 1. julija 2013, zamenjana s HF.                                    |
| FK     | Feldkirch                                                    |                                                                              |
| FR     | Freistadt                                                    |                                                                              |
| FV     | Finanzverwaltung (finančna administracija)                   | od 2005                                                                      |
| FW     | Feuerwehr (gasilska brigada)                                 | od februarja 2020                                                            |
| G      | Gradec                                                       |                                                                              |
| GB     | Podokraj Gröbming                                            |                                                                              |
| GD     | Gmünd                                                        |                                                                              |
| GF     | Gänserndorf                                                  |                                                                              |
| GK     | Konzularni zbor na Štajerskem                                |                                                                              |
| GM     | Gmunden                                                      |                                                                              |
| GR     | Grieskirchen                                                 |                                                                              |
| GS     | Güssing                                                      |                                                                              |
| GU     | Graz-Umgebung                                                | Območje okoli Gradca                                                         |
| HA     | Hallein                                                      |                                                                              |
| HB     | Hartberg                                                     | Zastarela 1. julija 2013, zamenjana s HF.                                    |
| HE     | Hermagor                                                     |                                                                              |
| HF     | Hartberg-Fürstenfeld                                         | Od 1. julija 2013                                                            |
| HL     | Hollabrunn                                                   |                                                                              |
| HO     | Horn                                                         |                                                                              |
| I      | Innsbruck                                                    |                                                                              |
| IL     | Innsbruck-Land                                               | Podeželje okoli Innsbrucka                                                   |
| IM     | Imst                                                         |                                                                              |
| JE     | Jennersdorf                                                  |                                                                              |
| JO     | St. Johann im Pongau                                         |                                                                              |
| JU     | Judenburg                                                    | Zastarela 1. julija 2012, zamenjana z MT.                                    |
| JW     | Justizwache (pravosodna policija)                            |                                                                              |
| K      | Celovec                                                      |                                                                              |
| KB     | Kitzbühel                                                    |                                                                              |
| KI     | Kirchdorf an der Krems                                       |                                                                              |
| KF     | Knittelfeld                                                  | Zastarela 1. julija 2012, zamenjana z MT.                                    |
| KK     | Konzularni zbor na Koroškem                                  |                                                                              |
| KL     | Celovec-dežela                                               |                                                                              |
| KO     | Korneuburg                                                   |                                                                              |
| KR     | Krems-Land                                                   | Podeželje okoli Kremsa                                                       |
| KS     | Krems                                                        |                                                                              |
| KU     | Kufstein                                                     |                                                                              |
| L      | Linz                                                         |                                                                              |
| LA     | Landeck                                                      |                                                                              |
| LB     | Leibnitz                                                     |                                                                              |
| LE     | Leoben                                                       |                                                                              |
| LF     | Lilienfeld                                                   |                                                                              |
| LI     | Liezen                                                       |                                                                              |
| LL     | Linz-Land                                                    | Podeželje okoli Linza                                                        |
| LN     | Leoben                                                       | Leobensko podeželje                                                          |
| LZ     | Lienz                                                        |                                                                              |
| MA     | Mattersburg                                                  |                                                                              |
| MD     | Mödling                                                      |                                                                              |
| ME     | Melk                                                         |                                                                              |
| MI     | Mistelbach                                                   |                                                                              |
| MT     | Murtal                                                       | Od 1. julija 2012                                                            |
| MU     | Murau                                                        |                                                                              |
| MZ     | Mürzzuschlag                                                 | Zamenjana 1. julija 2012 z BM.                                               |
| N      | uradniki Spodnje Avstrije                                    |                                                                              |
| ND     | Neusiedl am See                                              |                                                                              |
| NK     | Neunkirchen                                                  |                                                                              |
| O      | Uradniki Zgornje Avstrije                                    |                                                                              |
| OP     | Oberpullendorf                                               |                                                                              |
| OW     | Oberwart                                                     |                                                                              |
| P      | St. Pölten                                                   |                                                                              |
| PE     | Perg                                                         |                                                                              |
| PL     | St. Pölten-Land                                              | St. Pöltensko podeželje                                                      |
| PT     | Post & Telekom Austria (narodna poštna in telefonska družba) | V resnici samo za poštne avte                                                |
| RA     | Bad Radkersburg                                              | 1. julija 2013 zamenjana s SO                                                |
| RE     | Reutte                                                       |                                                                              |
| RI     | Ried im Innkreis                                             |                                                                              |
| RO     | Rohrbach                                                     |                                                                              |
| S      | Uradniki Salzburga in mesto samo                             |                                                                              |
| SB     | Scheibbs                                                     |                                                                              |
| SD     | Schärding, konzularni zbor v Salzburgu                       |                                                                              |
| SE     | Steyr-Land                                                   | Steyrsko podeželje                                                           |
| SK     | Konzularni zbor v Salzburgu                                  |                                                                              |
| SL     | Salzburg-Umgebung                                            | Salzburško podeželje                                                         |
| SP     | Spittal an der Drau                                          |                                                                              |
| SO     | Südoststeiermark                                             | Od 1. julija 2013.                                                           |
| SR     | Steyr                                                        |                                                                              |
| ST     | Styria                                                       |                                                                              |
| SV     | St. Veit an der Glan                                         |                                                                              |
| SW     | Schwechat                                                    |                                                                              |
| SZ     | Schwaz                                                       |                                                                              |
| T      | Tirolska                                                     |                                                                              |
| TA     | Tamsweg                                                      |                                                                              |
| TD     | Konzularni zbor na Tirolskem                                 |                                                                              |
| TK     | Konzularni zbor na Tirolskem                                 |                                                                              |
| TU     | Tulln                                                        |                                                                              |
| UU     | Urfahr-Umgebung                                              |                                                                              |
| V      | Predarlska                                                   |                                                                              |
| VB     | Vöcklabruck                                                  |                                                                              |
| VD     | Konzularni zbor v Predarlski                                 |                                                                              |
| VI     | Beljak                                                       |                                                                              |
| VK     | Velikovec, konzularni zbor v Predarlski                      |                                                                              |
| VL     | Beljak-dežela                                                | Beljakovo podeželje                                                          |
| VO     | Voitsberg                                                    |                                                                              |
| W      | Dunaj (Wien)                                                 |                                                                              |
| WB     | Wiener Neustadt-Land                                         | Wiener Neustadtovo podeželje                                                 |
| WD     | Diplomatstvo na Dunaju                                       |                                                                              |
| WK     | Konzularni zbor na Dunaju                                    |                                                                              |
| WE     | Wels                                                         |                                                                              |
| WL     | Wels-Land                                                    | Podeželje Welsa                                                              |
| WN     | Dunajsko Novo mesto                                          |                                                                              |
| WO     | Volšperk                                                     |                                                                              |
| WT     | Waidhofen an der Thaya                                       |                                                                              |
| WU     | Wien-Umgebung                                                | Območje okoli Dunaja; zastarelo 1. januarja 2017; zamenjano z BL, KO, PL, TU |
| WY     | Waidhofen an der Ybbs                                        |                                                                              |
| WZ     | Weiz                                                         |                                                                              |
| ZE     | Zell am See                                                  |                                                                              |
| ZT     | Zwettl                                                       |                                                                              |
| ZW     | Zollwache (cariniki)                                         | Zastarelo od 2005, ko se je Zollwache združila s policijo                    |

## Diplomatske oznake[4]
| Code | Country                                                                           |
| ---- | --------------------------------------------------------------------------------- |
| 1    | Vatikan                                                                           |
| 2    | Južna Afrika                                                                      |
| 3    | Albanija                                                                          |
| 4    | Nemčija                                                                           |
| 5    | ZDA                                                                               |
| 6    | Saudova Arabija                                                                   |
| 7    | Egipt                                                                             |
| 8    | Argentina                                                                         |
| 9    | Avstralija                                                                        |
| 11   | Belgija                                                                           |
| 12   | Brazilija                                                                         |
| 13   | Bolgarija                                                                         |
| 14   | Kanada                                                                            |
| 15   | Čile                                                                              |
| 16   | Kolumbija                                                                         |
| 17   | Južna Koreja                                                                      |
| 18   | Kuba                                                                              |
| 19   | Danska                                                                            |
| 21   | Luksemburg (nekdaj Salvador?)                                                     |
| 22   | Španija                                                                           |
| 23   | Finska                                                                            |
| 24   | Francija                                                                          |
| 25   | Združeno kraljestvo                                                               |
| 26   | Grčija                                                                            |
| 27   | Madžarska                                                                         |
| 28   | Indija                                                                            |
| 29   | Indonezija                                                                        |
| 31   | Irak                                                                              |
| 32   | Iran                                                                              |
| 33   | Izrael                                                                            |
| 34   | Italija                                                                           |
| 35   | Japonska                                                                          |
| 36   | Libanon                                                                           |
| 37   | Mehika                                                                            |
| 38   | Norveška                                                                          |
| 39   | Malteški viteški red                                                              |
| 41   | Pakistan                                                                          |
| 42   | Panama                                                                            |
| 43   | Nizozemska                                                                        |
| 44   | Peru                                                                              |
| 45   | Poljska                                                                           |
| 46   | Portugalska                                                                       |
| 47   | Romunija                                                                          |
| 48   | Švedska                                                                           |
| 49   | Švica                                                                             |
| 51   | Češka                                                                             |
| 52   | Tajska                                                                            |
| 53   | Turčija                                                                           |
| 54   | Rusija                                                                            |
| 55   | Ukrajina                                                                          |
| 56   | Venezuela                                                                         |
| 57   | Srbija (nekdaj Srbija in Črna gora?)                                              |
| 58   | Ekvador                                                                           |
| 59   | Tunizija                                                                          |
| 61   | Maroko                                                                            |
| 62   | Demokratična republika Kongo (nekdaj Zair)                                        |
| 63   | Alžirija (nekdaj Gabon?)                                                          |
| 64   | Ljudska republika Kitajska                                                        |
| 65   | Sirija                                                                            |
| 66   | Libija                                                                            |
| 67   | Kostarika                                                                         |
| 68   | Organizacija za prepoved jedrskih poskusov (nekdaj Nemška demokratična republika) |
| 69   | Gvatemala                                                                         |
| 71   | Slonokoščena obala                                                                |
| 72   | Malezija                                                                          |
| 73   | Nova Zelandija                                                                    |
| 74   | Filipini                                                                          |
| 75   | Nigerija                                                                          |
| 76   | Oman                                                                              |
| 77   | Irska                                                                             |
| 78   | Severna Koreja                                                                    |
| 79   | Katar                                                                             |
| 81   | Mednarodna agencija za jedrsko energijo                                           |
| 82   | Organizacija Združenih narodov za industrijski razvoj                             |
| 83   | Visoki komisariat Združenih narodov za begunce                                    |
| 84   | UNCB?                                                                             |
| 85   | UNRWA                                                                             |
| 86   | Nikaragva                                                                         |
| 87   | Mednarodna agencija za jedrsko energijo                                           |
| 88   | Kuvajt                                                                            |
| 89   | Organizacija Združenih narodov za industrijski razvoj                             |
| 91   | Organizacija držav izvoznic nafte                                                 |
| 92   | Mednarodna organizacija za migracije                                              |
| 93   | Združeni arabski emirati                                                          |
| 94   | Senegal                                                                           |
| 95   | Jordanija                                                                         |
| 96   | OPEC sklad za mednarodni razvoj                                                   |
| 97   | Arabska liga                                                                      |
| 98   | Evropska unija                                                                    |
| 99   | ?                                                                                 |
| 247  | Organizacija za varnost insodelovanje v Evropi                                    |
| 515  | Slovaška                                                                          |
| 532  | Organizacija za varnost in sodelovanje v Evropi                                   |
| 551  | Vietnam                                                                           |
| 622  | Kenija                                                                            |
| 623  | Azerbajdžan/ Namibija/ Zimbabve???                                                |
| 624  | Zelenortski otoki                                                                 |
| 677  | Etiopija                                                                          |
| 678  | Armenija                                                                          |
| 681  | ?                                                                                 |
| 712  | Slovenija                                                                         |
| 718  | Severna Makedonija                                                                |
| 723  | Črna gora                                                                         |
| 726  | Estonija                                                                          |
| 728  | Latvija                                                                           |
| 846  | Malta                                                                             |
| 848  | ?                                                                                 |
| 853  | Tadžikistan                                                                       |
| 858  | Kazahstan                                                                         |
| 859  | Gruzija                                                                           |
| 872  | Ljudska republika Kitajska?                                                       |
| 891  | Angola                                                                            |
| 982  | Ciper                                                                             |
| 995  | Bolivija                                                                          |